# Argia indicatrix
Argia indicatrix é uma espécie de artrópode odonato, mais especificamente de libélula, pertencente à família dos cenagrionídeos (Coenagrionidae). Foi descrita por Philip P. Calvert em 1902. Pertence ao gênero Argia, conforme registrado na NCBI Taxonomy e confirmado pela Animal Diversity Web.

## Etimologia
O nome vernáculo libélula deriva do latim científico libellula, diminutivo do latim clássico libēlla, -ae, com o sentido de "prumo", "nível" ou "moeda de prata", por sua vez derivado do diminutivo de libra, -ae, que significa "balança". O nome faz alusão ao voo do inseto, que se mantém equilibrado no ar, pairando. Foi registrado em 1899 sob a forma libéllula.

## Descrição
Espécies pertencentes à família dos cenagrionídeos (Coenagrionidae) possuem dimorfismo sexual, com os machos geralmente a apresentar cores brilhantes, enquanto as fêmeas cores crípticas. Machos e fêmeas de Argia indicatrix medem entre 30 e 35 milímetros de comprimento total. O tórax é predominantemente azul-celeste com faixas dorsolaterais pretas e as asas são hialinas sem marcas notáveis.

## Distribuição e habitat
Argia indicatrix é uma espécie neotropical, ocorrendo no México (Tabasco, Quintana Roo, Chiapas, Campeche]], Veracruz), América Central (Belize, Costa Rica, El Salvador, Guatemala, Honduras, Nicarágua e Panamá) e América do Sul (Colômbia, Venezuela, Equador, Peru e Brasil). No Brasil, em específico, é registrada nos estados do Acre, Amazonas, Mato Grosso, Pará e Rondônia. Em termos hidrológicos, ocorre nas sub-bacias do Gurupi, do Itapecuru, do Madeira, do Negro, do Paru, do Purus, do Baixo Tocantins e do Xingu. Habita margens de riachos de fluxo moderado e córregos de água doce, em altitudes que variam de 10 a 1 400 metros, no bioma da Amazônia.

## Biologia e ecologia
Adultos de Argia indicatrix são ativos durante o dia, exibindo comportamento territorial nas margens de corpos d’água; as fêmeas ovipõem inserindo ovos em vegetação submersa, e as ninfas passam por múltiplos instares aquáticos antes da emergência.

## Conservação
A União Internacional para a Conservação da Natureza (UICN) classifica Argia indicatrix como pouco preocupante (LC), pois a espécie tem ampla distribuição, não há grandes ameaças conhecidas que afetem sua população e ainda existem grandes áreas naturais onde ocorre. Em 2018, foi classificada como pouco preocupante (LC) no Livro Vermelho da Fauna Brasileira Ameaçada de Extinção do Instituto Chico Mendes de Conservação da Biodiversidade (ICMBio). No Brasil, está presente em algumas áreas de conservação: a Estação Ecológica de Maracá (ESEC de Maracá), a Floresta Nacional do Tapajós (FLONA do Tapajós), a Área de Proteção Ambiental de Tarumã-Ponta Negra (APA Tarumã/Ponta Negra) e a Terra Indígena Bragança-Marituba.